# Caprese
Caprese (italsky Insalata Caprese, znamenající salát z Capri) je jednoduchý italský salát pocházející z Kampánie. Je připravován z nakrájeného sýru mozzarella (ideálně mozzarella di bufala – mozzarella z buvolího mléka), nakrájených rajčat, listů bazalky a ochucený solí a olivovým olejem. Barvy salátu, červená, bílá a zelená, mají připomínat italskou vlajku. Caprese je servírován obvykle jako antipasto (předkrm), ne jako contorno (příloha jídla).